# 日本號
日本號（平假名：にほんごう）是在日本被稱為天下三名槍的其中之一。
日本號是一把巨大的長槍，包括槍柄在內，全長總共超過3公尺，而槍刃所刻的俱利伽羅龍，正是源自不動明王手持的俱利伽羅劍上頭的俱利伽羅龍。由於沒有槍銘，無法斷定刀匠的真實身分，但有人推測應該是活躍於室町時代後期大和金房派的刀匠所製作。
因為日本號品質精良且出眾，甚至被天皇授予正三位的官職，因而被形容為「槍中的三位位階」，可說是名槍中的名槍，與御手杵、蜻蛉切並列為天下三名槍。
日本號的名聲之所以傳遍世人，是因為母里太兵衛「吞取日本號」的故事而廣為人知。母里太兵衛是黑田官兵衛的家臣，侍奉官兵衛與長政父子兩代，同時也是黑田家聞名於世的猛將，某一天，母里太兵衛代表主君造訪福島正則的宅邸，喝得醉醺醺的福島正則不斷勸酒，母里太兵衛有禮貌地婉拒，但福島正則對母里太兵衛說:「只要你喝光這口大杯裡頭的酒，想要什麼都可以給你。」，於是母里太兵衛接過酒杯，一口氣喝光三杯酒，並且向福島正則提出「我想要日本號當作獎勵」，福島正則原本有些後悔，但因打賭輸了，只好將日本號送給母里太兵衛。而這段軼聞，便改編成福岡縣知名民謠《黑田節》，持續傳誦之今。
日本號原為天皇家所持有，直到正親町天皇下賜給將軍足利義昭，後輾轉傳至織田信長、豐臣秀吉以及賤岳七本槍之一的福島正則手中，後至野村家代代相傳，一度在大正時代外流，由舊黑田藩士兼企業家的安川敬一郎買回，贈送給黑田家。最後捐贈於福岡市，現今於福岡市博物館公開展示。